# Château-Chinon (Ville)
Château-Chinon (Ville) es la forma en que suele escribirse el nombre de una localidad y comuna francesa, situada en el departamento de la Nièvre, en la región de Borgoña-Franco Condado.
Curiosamente la denominación oficial, utilizada por el INSEE (código oficial geográfico y otras nomenclaturas), el Ministerio del Interior o el IGN, es Château-Chinon (Ville) (sin espacio), y ocurre lo mismo con el cantón y el distrito de los que esta población es capital, así como para la comuna vecina de Château-Chinon (Campagne). Esta forma oficial es sin embargo poco respetada fuera de los casos mencionados. En el uso corriente, para hablar de la comuna de Château-Chinon (Ville) (o bien del cantón o del distrito de los que es capital), se suele utilizar la denominación Château-Chinon.
También a veces se escribe en la forma Château-Chinon-Ville y Château-Chinon-Campagne.

## Geografía

Mapa de la Nièvre.

La ciudad ocupa una colina que domina la orilla izquierda del río Yonne. Este núcleo urbano se considera como la capital del Alto Morvan.

## Demografía
| 2 443 | 2 578 | 2 636 | 2 463 | 2 502 | 2 307 | 2 224 | 2 071 |
| Para los censos de 1962 a 1999 la población legal corresponde a la población sin duplicidades (Fuente: INSEE [Consultar]) |       |       |       |       |       |       |       |

## Administración
Lista de alcaldes
| Mandato                         | Alcalde             | Partido            |
| ------------------------------- | ------------------- | ------------------ |
| 1945 - 1947                     | Léon Bondoux        |                    |
| 1947 - 1951                     | Joseph Michot       |                    |
| 1951 - 1959                     | Robert Mantin       |                    |
| Marzo de 1959 - mayo de 1981    | François Mitterrand | Partido Socialista |
| Mayo de 1981 - marzo de 2008    | René-Pierre Signé   | Partido Socialista |
| Marzo de 2008 - marzo de 2014   | Henri Malcoiffe     | Partido Socialista |
| Marzo de 2014 - octubre de 2017 | Guy Doussot         | Partido Socialista |
| Desde de octubre de 2017        | Jean-Jacques Pic    | Partido Socialista |

## Historia
Château-Chinon tiene un pasado remoto, que se remonta a la prehistoria. Fue ciudad romana y un punto de convergencia de varias rutas. Fue castellanía, señorío y después condado. Debe su nombre a su castillo feudal, hoy desaparecido. Tras la revolución francesa fue dividida en dos comunas: Château-Chinon-Ville y Château-Chinon-Campagne. De esta época quedan algunos restos, pero sobre todo merece la pena admirar la fuente-estatua móvil, una obra conjunta de Niki de Saint Phalle y de Jean Tinguely instalada ante el antiguo palacio de Justicia, hoy alcaldía.
Durante las guerras de religión en Francia, la villa se posicionó en 1585 a favor de la liga católica, siendo conquista por las tropas del rey Enrique IV el 18 de abril de 1591.
La ciudad también es conocida por su calvario, o más bien por el panorama que se puede descubrir desde él. Un musée del traje presenta la historia de los vestidos y tradiciones del Morvan del siglo XVII al siglo XX.
Un cambio importante tiene lugar en los años 50, con la llegada de un político originario de la Charente: François Mitterrand. Fue alcalde desde 1959 a 1981, y miembro del consejo general de la Nièvre (que presidió) y más tarde diputado. Fue designado ministro con la Cuarta República. Fue varias veces candidato fallido a la Presidencia de la República, hasta que finalmente resultó elegido el 10 de mayo de 1981 y posteriormente reelegido en 1988. La ciudad conoció entonces un impulso. François Mitterrand, que no poseía domicilio en Château-Chinon, alquilaba una habitación (la número 15) para todo el año en el Hôtel du Vieux-Morvan.
Muy unido a la ciudad que le había adoptado, el presidente le donó la mayor parte de los regalos recibidos a lo largo de los dos septenatos de su mandato presidencial. Se encuentran expuestos en el Museo del Septenato, instalado en un antiguo convento. Se trata de alfombras, muebles, jarrones, objetos de oro y piedras preciosas, como es el caso de los regalos de los jefes de los Estados del Golfo Pérsico. Hay varias salas dedicadas a los regalos procedentes de África. También pueden verse condecoraciones, medallas y "llaves de la ciudad" recibidas por el presidente con ocasión de sus viajes.

## Lugares de interés y monumentos

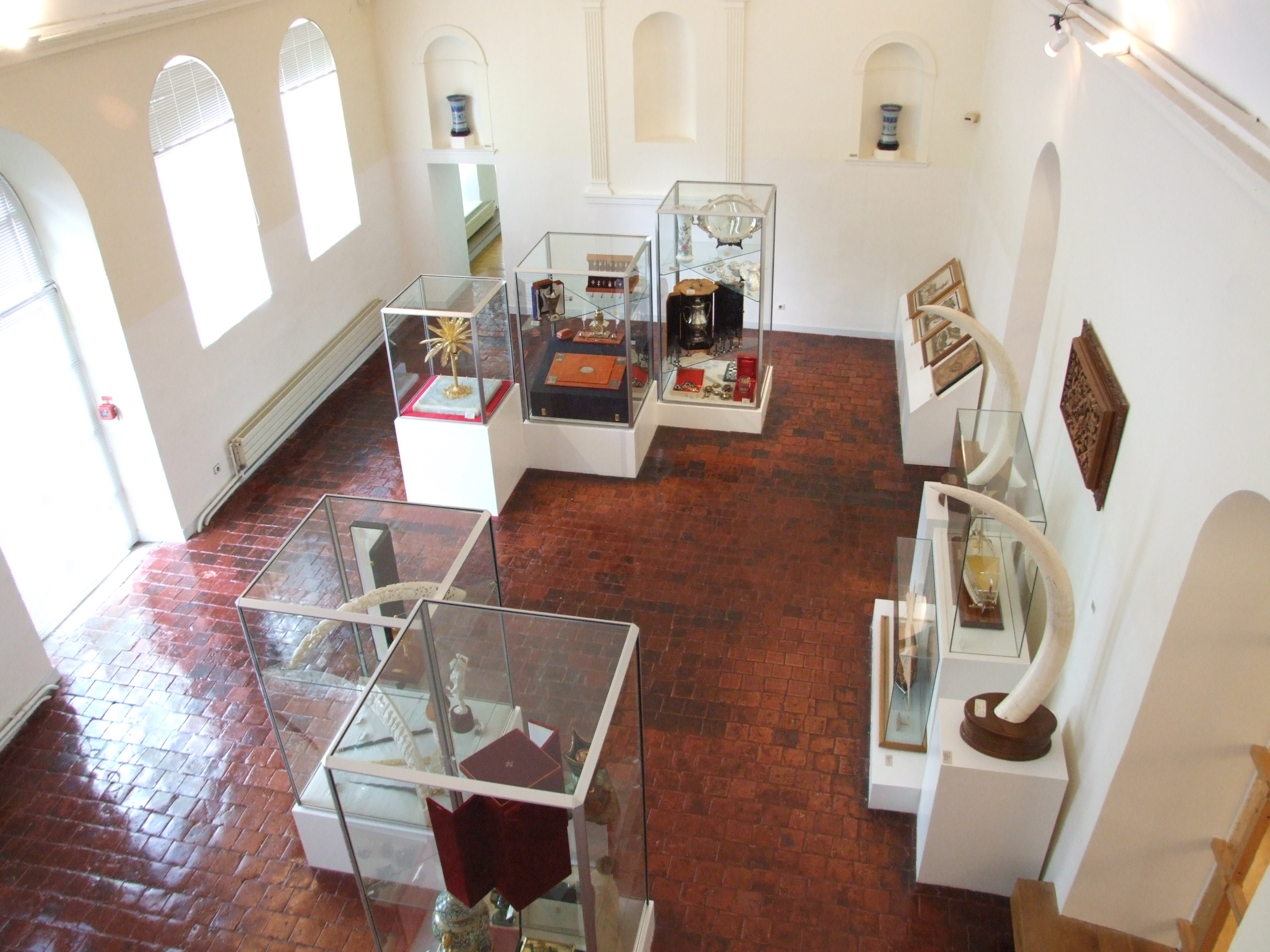
Museo de Septenato de la Presidencia de François Mitterrand.

- Oppidum de Castrum Caninum, de los siglos I-III.

- Restos de la fortaleza y de su calvario.

- Puerta de Notre-Dame.

- Antiguo convento de Sainte-Claire, del siglo XVIII, convertido en Museo del Septenato.

- Monumento a monseñor Cortet (1817-1898), obispo de Troyes, y natural de Château-Chinon.

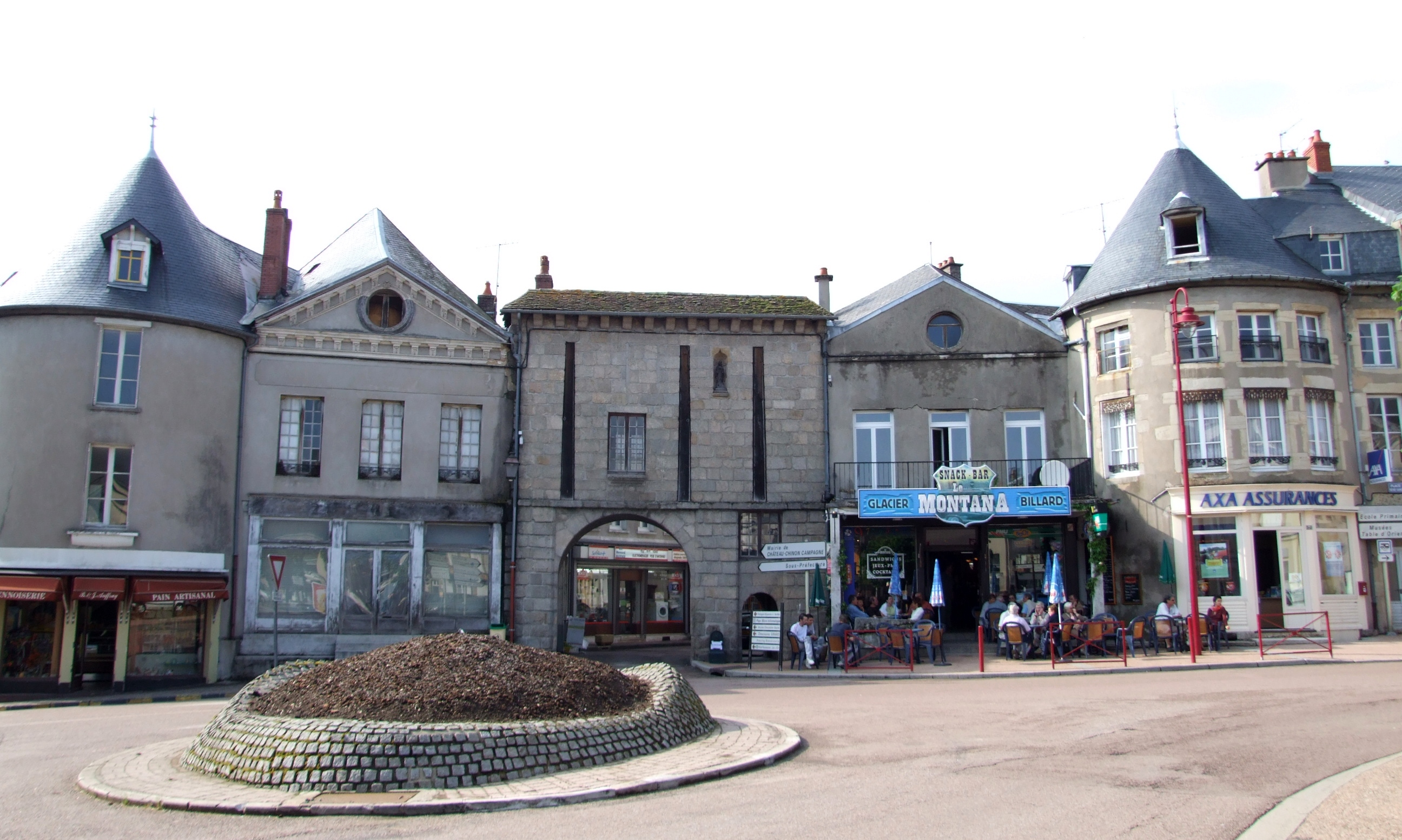
Puerta de Notre-Dame.

- Fuente monumental de Tinguely y Niki de Saint Phalle, en la plaza del Ayuntamiento.

- Iglesia neogótica del siglo XIX.

- Museo del vestido y de las artes y tradiciones populares del Morvan.

- Espacio François Mitterrand (lugar de memoria) en el circuito del Paseo.

- Peña llamada "Maison du Loup" (casa del Lobo).

## Personalidades vinculadas a la población
- André Prosper Davesne, escritor y docente francés, nacido en 1898 y fallecido en Périgueux (Dordoña), en 1978.
- François Mitterrand, político, presidente de la República Francesa de 1981 a 1995.